# Gerhard Heberer
Gerhard Heberer (* 20. März 1901 in Halle an der Saale; † 13. April 1973 in Göttingen) war ein deutscher Zoologe, Genetiker und Anthropologe. Zur Zeit des Nationalsozialismus war er „Rassenforscher“ sowie Mitglied der SS-Forschungsgemeinschaft Deutsches Ahnenerbe.

## Leben und Wirken
Gerhard Heberer war 1920 Mitbegründer der Deutschen Akademischen Gildenschaft und Führer im Wandervogel.
Heberer studierte von 1920 bis 1924 an der Universität Halle Zoologie und Genetik bei Valentin Haecker sowie Anthropologie und Rassenkunde beim Haeckel-Schüler Hans Hahne. 1924 wurde er mit einer Dissertation Die Spermatogenese der Copepoden promoviert. Von 1924 bis 1926 war er Assistent an Hahnes Museum für „Volkheitskunde“ in Halle. 1927 nahm er an Bernhard Renschs „Sunda-Expedition“ nach Indonesien teil. Von 1928 bis 1938 war er zunächst Dozent, dann außerordentlicher Professor des Zoologischen Instituts der Eberhard Karls Universität Tübingen, welches von Jürgen Wilhelm Harms geleitet wurde. 1932 wurde er in Zoologie und vergleichender Anatomie habilitiert.
1933 trat er in die SA ein, der er bis 1935 angehörte. Es folgten Eintritte in den NS-Dozentenbund und den NS-Lehrerbund. Zum 1. Mai 1937 trat Heberer der NSDAP (Mitgliedsnummer 3.972.811) und im selben Jahr der SS bei (SS-Nummer 279.992), wo er 1942 Hauptsturmführer wurde. 1935/1936 hatte er kommissarisch den Lehrstuhl für Zoologie der Johann Wolfgang Goethe-Universität in Frankfurt am Main in Vertretung von Otto zur Strassen inne. Eine ordentliche Professur dort wurde nach seinen dezidiert darwinistischen Vorlesungen aufgrund von Protesten einiger katholischer Studenten jedoch vom Reichserziehungsministerium nicht für zweckmäßig gesehen. Darauf setzte sich Heinrich Himmler persönlich für Heberer ein und verschaffte ihm eine Stelle im Rasse- und Siedlungshauptamt-Stab (RuSHA) der SS. Außerdem wurde er Mitglied in Himmlers SS-Forschungsgemeinschaft Deutsches Ahnenerbe. Von 1938 bis 1945 war er Professor für „Allgemeine Biologie und Anthropogenie“ an der Friedrich-Schiller-Universität Jena. Zusammen mit Karl Astel, Hans F. K. Günther und Victor Julius Franz bildete Heberer die laut Hoßfeld sogenannte Jenaer „Rassen-Quadriga“. Alle vier seien in Thüringen „Hauptprotagonisten einer ‚Deutschen Wissenschaft/Biologie‘“ gewesen. Ab 1942 war er im Beirat der Ernst Haeckel-Gesellschaft. 1944 hielt er im KZ Buchenwald Vorlesungen zur „Germanisierung“, also Nazifizierung dorthin verschleppter norwegischer Studenten.
Von 1945 bis 1947 war Heberer wegen seiner SS-Mitgliedschaft zwei Jahre lang interniert. Nach seiner Entnazifizierung (1947) war er von 1949 bis 1970 Direktor einer „Anthropologischen Forschungsstelle“ der Georg-August-Universität Göttingen und 1961/1962 Gastprofessor an der Freien Universität Berlin. Heberer konnte in den 1950er- und 1960er-Jahren Wesentliches zur Abstammungsgeschichte des Menschen sowie zur Synthetischen Evolutionstheorie beitragen, so dass sein gesamtwissenschaftliches Werk nicht ausschließlich mit Bezug auf die NS-Zeit gewertet werden kann. Er schrieb zahlreiche, auch populärwissenschaftliche Bücher insbesondere über Paläoanthropologie und Evolutionstheorie. Er bereiste viele Museen weltweit und auch Ausgrabungsstätten früher Hominiden in Afrika wie die Olduvai-Schlucht (1961) und konnte in Göttingen eine umfangreiche paläoanthropologische Sammlung von Fossilienabgüssen zusammentragen. Heberer wurde 1970 emeritiert und verstarb in Göttingen am 13. April 1973.

## Publikationen (Auswahl)
- (Hrsg.): Die Evolution der Organismen: Ergebnisse und Probleme der Abstammungslehre. Fischer, Jena 1943, mehrere Bände, 3. Auflage 1967–1974 (darin von Heberer: Das Typenproblem der Stammesgeschichte).
- Was heißt heute Darwinismus?, Musterschmidt, Göttingen 1949.
- Allgemeine Abstammungslehre, Musterschmidt, Göttingen 1949.
- Neue Ergebnisse der menschlichen Abstammungslehre. Ein Forschungsbericht. Musterschmidt, Göttingen 1951.
- Pierre Marcellin Boule. Der Erforscher des fossilen Menschen. In: Hans Schwerte, Wilhelm Spengler: Forscher und Wissenschaftler im heutigen Europa. 2. Mediziner, Biologen, Anthropologen. (= Gestalter unserer Zeit, Band 4.) Stalling, Oldenburg 1955, S. 288–295.
- Schwalbe – Klaatsch – Mollison: Die Abstammung des Menschen. In: Hans Schwerte, Wilhelm Spengler: Forscher und Wissenschaftler im heutigen Europa. 2. Mediziner, Biologen, Anthropologen. (= Gestalter unserer Zeit, Band 4.) Stalling, Oldenburg 1955, S. 296–307.
- Das Tier-Mensch-Übergangsfeld. In: Studium generale: Zeitschrift für interdisziplinäre Studien. Band 11, 1958, S. 341–352.
- Charles Darwin. Sein Leben und sein Werk. Kosmos-Franckh 1959.
- mit Ilse Schwidetzky-Roesing und Gottfried Kurth (Hrsg.): Fischer Lexikon: Anthropologie. Fischer Bücherei, Frankfurt am Main 1959, Neuauflage 1970.
- Die Herkunft der Menschheit. In: Golo Mann, Alfred Heuß, August Nitschke (Hrsg.): Propyläen Weltgeschichte, Band 1, 1960.
- Die Abstammung des Menschen. Athenaion 1961.
- Menschliche Abstammungslehre. G. Fischer, Stuttgart 1965.
- Der gerechtfertigte Haeckel. Einblicke in seine Schriften aus Anlaß des Erscheinens seines Hauptwerks „Generelle Morphologie der Organismen“ vor hundert Jahren. G. Fischer, Stuttgart 1968.
- als Mithrsg.: Grzimeks Tierleben. Ergänzungsband Entwicklungsgeschichte der Lebewesen. Kindler 1972.
- Homo. Unsere Ab- und Zukunft. DVA 1968, Taschenbuchausgabe als Moderne Anthropologie, rororo, Reinbek bei Hamburg 1973.
- Der Ursprung des Menschen. Unser gegenwärtiger Wissensstand. 4. Auflage, G. Fischer, Stuttgart 1975.
- Helmut Hölder, Albrecht Egelhaaf, Jürgen Jacobs, Gerhard Heberer, Hans Querner: Vom Ursprung der Arten. Neue Erkenntnisse und Perspektiven der Abstammungslehre. Rowohlt Taschenbuch, Reinbek bei Hamburg 1975.